# Габрово (Делчево)
Габрово (мкд. Габрово) је насеље у Северној Македонији, у источном делу државе. Габрово је у саставу општине Делчево.

## Географија
Габрово је смештено у источном делу Северне Македоније, близу државне границе са Бугарском - 6 km североисточно од насеља. Од најближег града, Делчева, насеље је удаљено 2 km североисточно.
Насеље Габрово се налази у историјској области Пијанец. Насеље се развило на северном ободу Делчевске котлине. Североисточно од насеља издиже се планина Влајна, док југозападно од њега протиче река Брегалница. Надморска висина насеља је приближно 660 метара. 
Месна клима је континентална.

## Становништво
Габрово је према последњем попису из 2002. године имало 794 становника.
Претежно становништво у насељу су етнички Македонци (99%). Почетком 20. века већина су били Торбеши (исламизовани Македонци), али су се они после Балканских ратова иселили у Турску.
Већинска вероисповест месног становништва је православље.